# بختگان (باغ‌ملک)
بختگان (باغ‌ملک)، روستایی از توابع بخش مرکزی شهرستان باغ‌ملک در استان خوزستان ایران است.

## مردم
اهالی این روستا بختیاری از باب چهارلنگ کیان ارثی طایفه شیخ شاه منگشت میباشند

## جمعیت
این روستا در دهستان منگشت قرار دارد و براساس سرشماری مرکز آمار ایران در سال ۱۳۸۵، جمعیت آن ۱٬۱۰۷ نفر (۱۸۵خانوار) بوده‌است.